# Brooklynn Prince
Brooklynn Prince, född 4 maj 2010 i Winter Springs, Florida, är en amerikansk skådespelare.
Prince har bland annat medverkat i TV-serien Home Before Dark. Hon har även medverkat i filmerna Cocaine Bear och The Angry Birds Movie 2.

## Filmografi (i urval)
- 2017 – The Florida Project
- 2019 – Lego-filmen 2
- 2019 – The Angry Birds Movie 2
- 2020–2021 – Home Before Dark (TV-serie)
- 2023 – Cocaine Bear